# مشعل برشم
مشعل عيسى برشم (مواليد 14 فبراير 1998) هو لاعب كرة قدم قطري يلعب مع نادي السد في دوري نجوم قطر و‌منتخب قطر لكرة القدم في مركز حراسة المرمى. وهو الشقيق الأصغر للاعب رياضة القفز العالي معتز برشم.